# Gidseldramaet i Manila
Gidseldramaet i Manila fandt sted den 23. august 2010, da den tidligere politibetjent Rolando Mendoza tog kontrollen over en turistbus i Manila i Filippinerne bevæbnet med et M16-automatvåben. Den tidligere politibetjent tog 25 passagerer som gidsel i turistbussen i håb om at skaffe sit job tilbage, efter han blev fyret for beskyldninger om røveri og narkohandel. Tidligere på dagen for gidseldramaet løslod gidseltageren otte gidsler, heriblandt tre børn.
Gidseldramaet varede i 11 timer. Otte turister fra Hongkong blev dræbt under gidseldramaet. Syv eller otte andre turister blev såret, to af dem alvorligt. Gidseltageren selv blev skudt og dræbt efter filippinske elitesoldater stormede bussen.